# Moacir Goulart de Figueredo
Moacir Goulart de Figueredo, M.S.C. (Salto do Lontra, 30 de setembro de 1965) é um prelado brasileiro da Igreja Católica afiliado aos Missionários do Sagrado Coração. Desde 2024, é o ordinário do Vicariato Apostólico de San Miguel de Sucumbíos, no Equador.

## Biografia
Concluiu os estudos de filosofia na Universidade São Francisco de São Paulo e de teologia na Faculdade de Teologia Nossa Senhora da Assunção, onde obteve o título de bacharel em missiologia. Emitiu os votos perpétuos em 2 de fevereiro de 1990 e recebeu a ordenação presbiteral em 16 de novembro de 1991.
Exerceu os cargos de formador e vigário paroquial em São Paulo (1990-1996); missionário no Equador e vigário paroquial em Chunchi (Província de Chimborazo e Diocese de Riobamba, de 1996 a 2001); superior provincial em Curitiba e vigário paroquial entre 2001 e 2007; formador de formandos no Equador e vigário paroquial em Quito (2007-2016). Também foi conselheiro da Conferência Equatoriana de Religiosos (2007-2016); formador de candidatos aos Missionários do Sagrado Coração de Jesus (2007-2016); ); diretor arquidiocesano das Pontifícias Obras Missionárias entre 2010 e 2015; secretário executivo do Centro Missionário Nacional da Conferência Episcopal Equatoriana (2015-2018); pároco do Bom Pastor em Turubamba em Quito entre 2016 e 2022. De 2022 a 2024, foi Superior dos Missionários do Sagrado Coração da Província de Curitiba.
Foi nomeado pelo Papa Francisco em 23 de outubro de 2024 como vigário apostólico do Vicariato Apostólico de San Miguel de Sucumbíos. Recebeu a ordenação episcopal em 8 de janeiro de 2025, na Catedral de Nossa Senhora do Cisne de Nueva Loja, do núncio apostólico no Equador, Andrés Carrascosa Coso, coadjuvado por Celmo Lazzari, C.S.J., seu antecessor e por Manoel Ferreira dos Santos Junior, M.S.C., bispo de Registro.